# كومولين

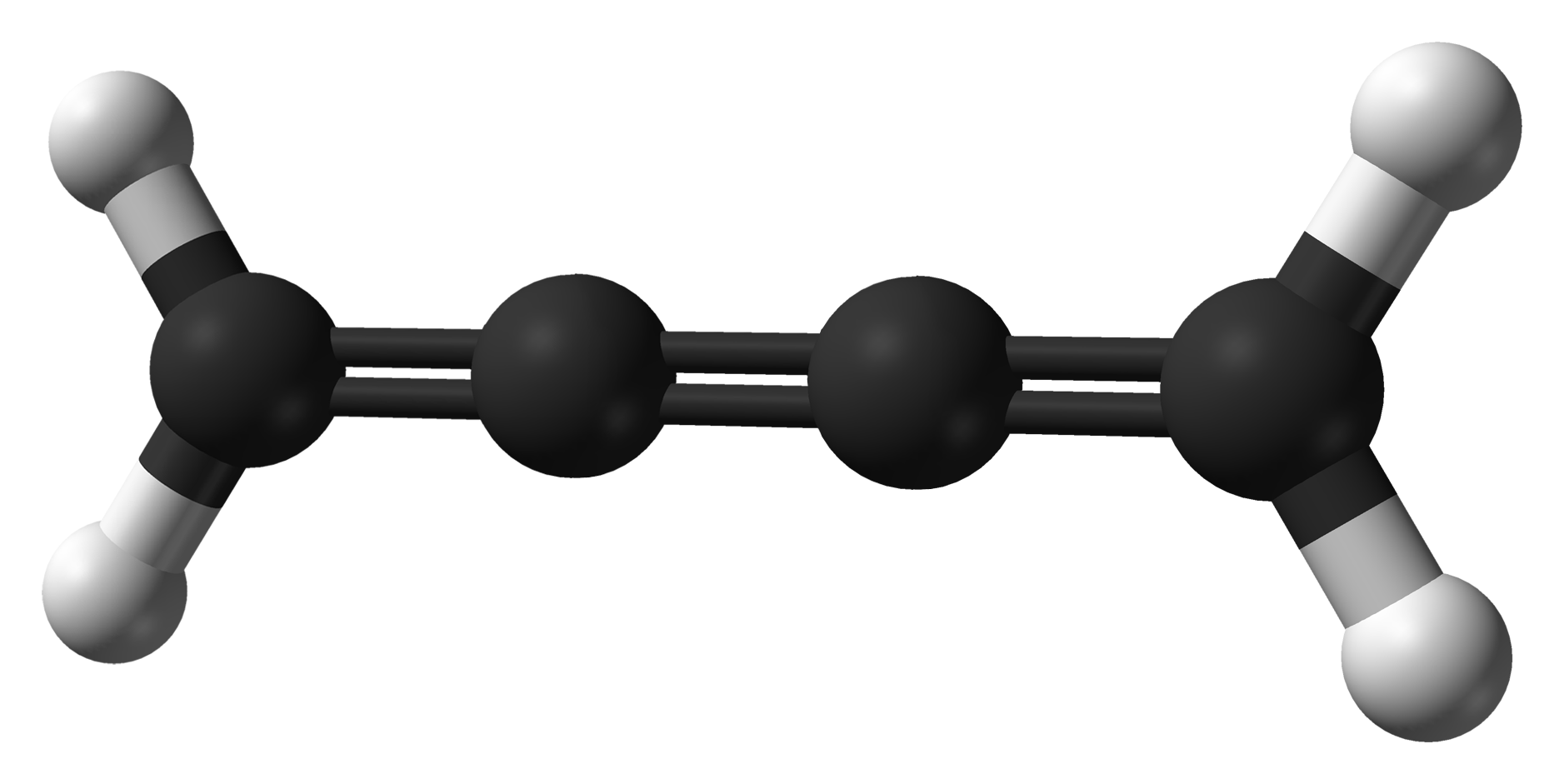
3،2،1-بوتاريين هو أبسط أمثلة 3،2،1-كومولين

كومولين هو هيدروكربون يحوي على ثلاث روابط ثنائية (مضاعفة) متعاقبة، أو أكثر.
تناظر مركبات الكومولين مركبات الألين من حيث المبدأ، إلا أن لديها سلسلة إضافية؛ ومن أبسط مركبات الكومولين هو مركب 3،2،1-بوتاريين (H2C=C=C=CH2)، والذي يسمى ببساطة كومولين. من الأمثلة الأخرى أيضاً مركب تحت أكسيد الكربون.
على العكس من أغلب الألكانات والألكينات فإن جزيئات الكومولينات تكون مرنة (جسيئة)، حتى بالمقارنة مع الألكايانات، مما يجعل لها تطبيقات في مجال التقانة النانوية الجزيئية. توجد مركبات الكومولين في المناطق التي يكون فيها الهيدروجين نادراً مثلما الحال في الفضاء الخارجي (كيمياء فلكية)؛ من جهة أخرى يمكن أن تحوي الكومولينات على ذرات غير متجانسة، وتسمى حينها الكومولينات غير المتجانسة.